# Sterculia foetida
Pour les articles homonymes, voir Sterculier.
Espèce

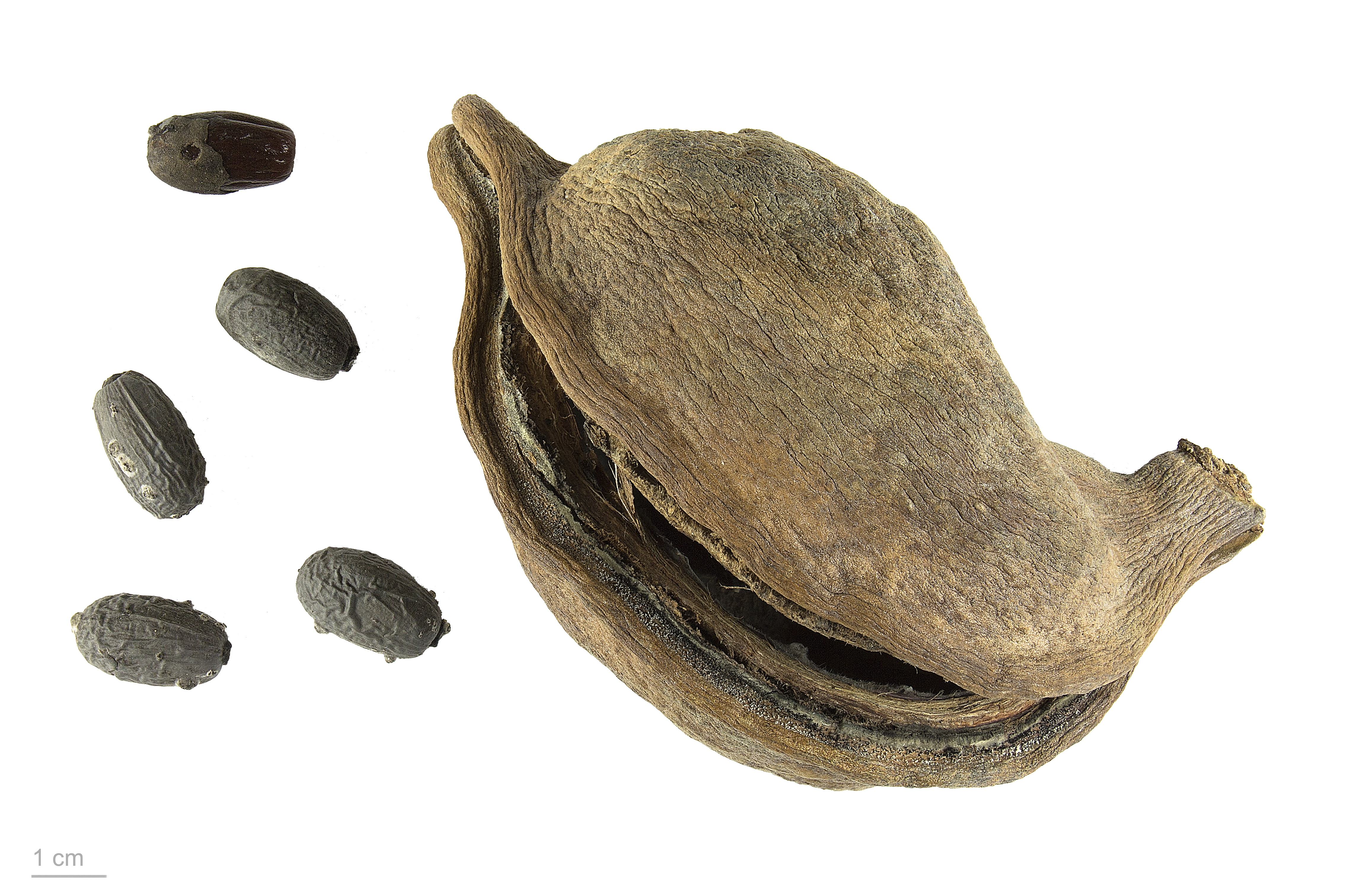
Sterculia foetida - Muséum de Toulouse

Le sterculier fétide, aussi surnommé, selon les endroits, tabac de femme, arbre caca, arbre à merde (à Mayotte), arbre moufette, olivier de Java ou olivier putois (Sterculia foetida), est une espèce d'arbres de la famille des Sterculiaceae selon la classification classique, ou de celle des Malvaceae selon la classification phylogénétique.

## Description
C'est un arbre aux feuilles digitées qui produisent des petites fleurs malodorantes, d'où son nom et ses variantes.

## Répartition et habitat
Cette espèce est originaire d'Asie tropicale et d'Océanie : Chine, Inde, Sri Lanka, Birmanie, Thaïlande, Indonésie, Malaisie et Australie.
Elle peut être cultivée dans d'autres zones tropicales.

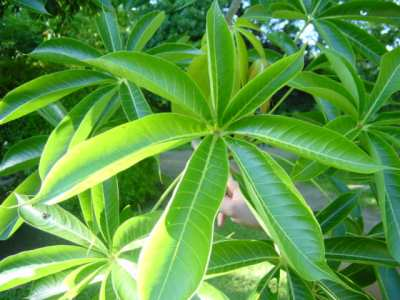
Feuilles
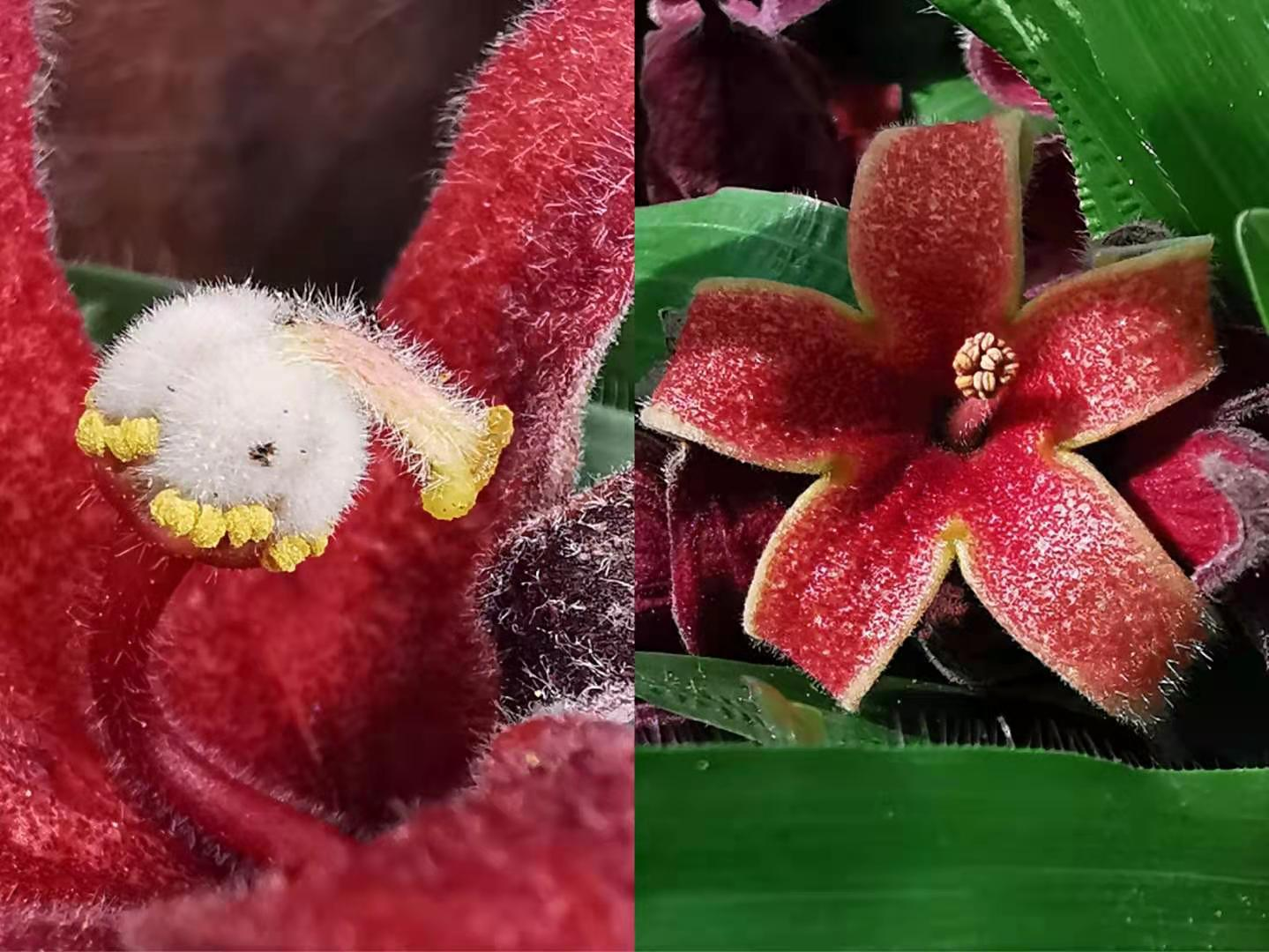
Le sterculier fétide a des fleurs unisexuées (fleurs mâles) et des fleurs bisexuées.
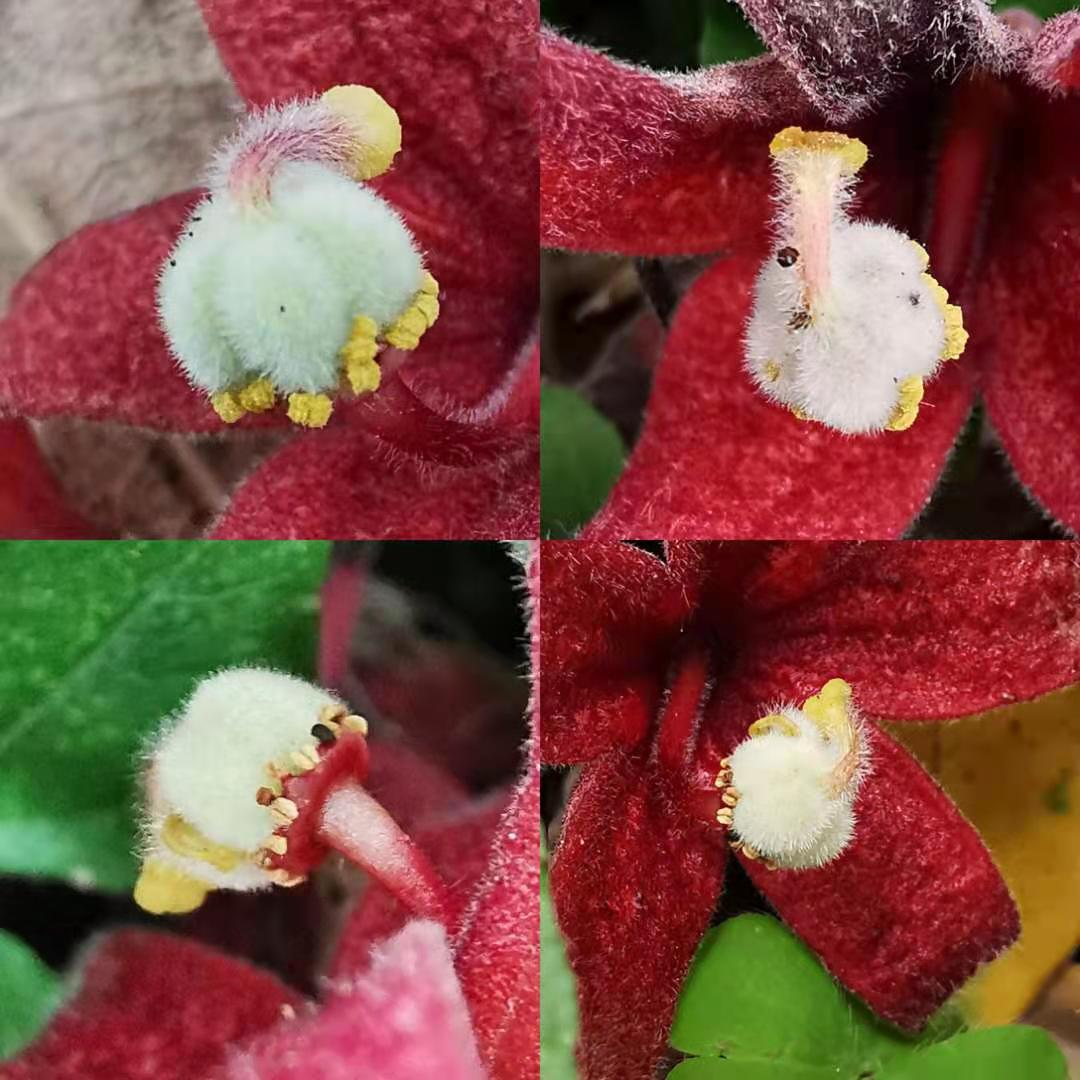
La fleur dans la partie inférieure semble avoir deux styles.
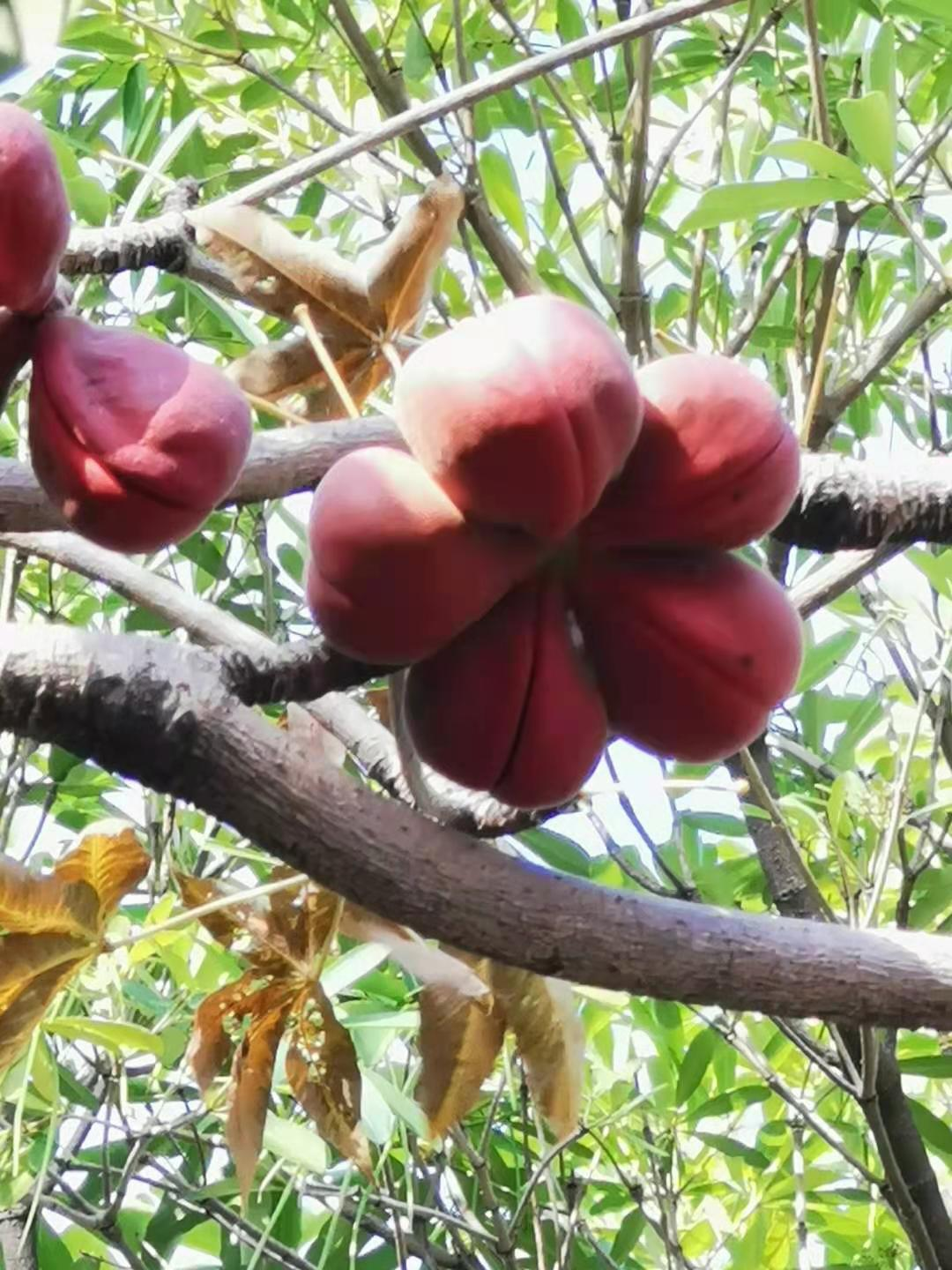
Fruits